# Kaczmarz–Steinhaus-módszer
A Kaczmarz–Steinhaus-módszer egy matematikai módszer bonyolultabb egyenletrendszerek számítógép segítségével történő megoldásához.

## A módszer
A Kaczmarz módszer a lengyel származású Stefan Kaczmarz professzor munkáján alapszik. A módszer az Ax = b alakú lineáris egyenlet (vagy lineáris egyenletrendszer) megoldására szolgál. Ez egy ismétlődő algoritmus, melyet számos alkalmazási terület, köztük az orvosi képalkotás (computer tomography) és a digitális jelfeldolgozás (digital signal processing), alkalmaz.
A módszerhez szükségünk van egy invertálható A mátrixra (invertálható mátrix). Ellentétben más lineáris megoldó módszerekkel, nem szükséges, hogy ez a mátrix pozitív definit legyen. Ezen tulajdonsága miatt hasznos a felhasználási területeken. Ennek ellenére a többi ismétlődő algoritmus speciális esetekben jóval gyorsabb, mint a Kaczmarz-módszer.
Napjainkban a Kaczmarz-módszer egy változatát többismeretlenes, lineáris rendszereknél használnak, s mely módszert Thomas Strohmer és Roman Vershynin fejlesztett ki. Ezen megoldó nem függ az egyenlőség konstansaitól és felülmúl minden korábban ismert módszert. Egyszerűbb esetekben gyorsabb konvergenciára képes, mint a konjugált gradiens módszer.

## Az általános (nem változtatott) algoritmus
Adjunk meg valós vagy komplex, m × n -es (n ≤ m) A mátrixot és egy valós vagy komplex b vektort. A következő iteráció jobb közelítésben kiszámolja x értékét:
{\displaystyle x_{k+1}=x_{k}+{\frac {b_{i}-\langle a_{i},x_{k}\rangle }{\lVert a_{i}\rVert ^{2}}}a_{i}^{*}}
ahol 
{\displaystyle i\equiv k{\pmod {m}}+1}
és
{\displaystyle a_{i}} az A mátrix i-edik sorbeli transzponáltja (transzponálás).
Kicsiny x a konvergencia szempontjából elhanyagolható, habár az a jobb, ha egy közelítő értéket választunk. A formula megadja a értékét. A teljes iterációt m -szer kell ismételni.

## Szemléltetés és példák
Vegyük az egyenletrendszer mátrixos alakját:
{\displaystyle {\begin{bmatrix}a_{11}&a_{12}&\dots &a_{1n}\\a_{21}&a_{22}&\dots &a_{2n}\\\vdots &\vdots &\ddots &\vdots \\a_{m1}&a_{m2}&\dots &a_{mn}\end{bmatrix}}\cdot {\begin{bmatrix}x_{1}\\x_{2}\\.\\.\\.\\x_{m}\end{bmatrix}}={\begin{bmatrix}b_{1}\\b_{2}\\.\\.\\.\\b_{m}\end{bmatrix}}}
A megoldás ezen hipersíkok metszete. Geometriailag a Kaczmarz módszer többszörös egymás utáni leképezést jelent sorrendben végighaladva az egyenletrendszer sorain.
Például egy 2×1 –es mátrixra:
Ax = b alak helyett {\displaystyle \langle a_{1},x\rangle =b_{1}} illetve {\displaystyle \langle a_{2},x,\rangle =b_{2}} alakot használjuk.
{\displaystyle V_{1}} jelölje az első egyenesre való vetítést.
{\displaystyle V_{2}} jelölje a második egyenesre való vetítést.
{\displaystyle x_{0}} egy kezdeti pont, ahonnan indul az iteráció.
A Kaczmarz–Steinhaus-módszer értelmében a következő ismétlődést kapjuk:
{\displaystyle x_{0},V_{1}(x_{0}),V_{2}(V_{1}(x_{0})),V_{1}(V_{2}(V_{1}(x_{0}))),...}
Számszerű példa:
Adott két egyenes, melyek ax+by=c alakban vannak megadva. Adott egy kezdeti pont: (3,0). A kérdés a két egyenes metszéspontjának helye. 
Megoldás:
{\displaystyle a_{1}x+b_{1}y=c_{1}}
(adottak: {\displaystyle a_{1}=1,b_{1}=-1,c_{1}=0}  tehát: {\displaystyle x-y=0})
{\displaystyle a_{2}x+b_{2}y=c_{2}}
(adottak: {\displaystyle a_{2}=1,b_{2}=0,c_{2}=1}  tehát: {\displaystyle x=1})
képlet alapján:
{\displaystyle x_{1}={[b_{1}(b_{1}x_{0}-a_{1}y_{0})+a_{1}c_{1}] \over a_{1}^{2}+b_{1}^{2}}=0,5}
{\displaystyle y_{1}={[b_{1}c_{1}-a_{1}(b_{1}x_{0}-a_{1}y_{0})] \over a_{1}^{2}+b_{1}^{2}}=0,5}
ismételve:
{\displaystyle x_{2}={[b_{2}(b_{2}x_{1}-a_{2}y_{1})+a_{2}c_{2}] \over a_{2}^{2}+b_{2}^{2}}=0,75}
{\displaystyle y_{2}={[b_{2}c_{2}-a_{2}(b_{2}x_{1}-a_{2}y_{1})] \over a_{2}^{2}+b_{2}^{2}}=0,75}
folytatva:
{\displaystyle x_{n}=0,999999...}
{\displaystyle y_{n}=0,999999...}
Tehát az x = 1 és y = 1 megoldásai az egyenlet rendszernek.

## Az újabb változatú algoritmus
E link alatt található bővebb leírás. Ha i értéket véletlenszerűen választjuk, akkor jelentősen gyorsabb az algoritmus.

## Fordítás
- Ez a szócikk részben vagy egészben  a   Kaczmarz method című angol Wikipédia-szócikk fordításán alapul.  Az eredeti cikk szerkesztőit annak laptörténete sorolja fel. Ez a jelzés csupán a megfogalmazás eredetét és a szerzői jogokat jelzi, nem szolgál a cikkben szereplő információk forrásmegjelöléseként.